# Novobisium ingratum
Espèce
Synonymes
- Neobisium ingratum Chamberlin, 1962

Novobisium ingratum est une espèce de pseudoscorpions de la famille des Neobisiidae.

## Distribution
Cette espèce est endémique des  États-Unis. Elle se rencontre en Alabama et au Tennessee.

## Description
Le mâle holotype mesure 2,71 mm et la femelle paratype 4,0 mm.

## Systématique et taxinomie
Cette espèce a été décrite sous le protonyme Neobisium ingratum par Chamberlin en 1962. Elle est placée dans le genre Novobisium par Muchmore en 1967.

## Publication originale
- Chamberlin, 1962 : New and little-known false scorpions, principally from caves, belonging to the families Chthoniidae and Neobisiidae (Arachnida, Chelonethida). Bulletin of the American Museum of Natural History, no 123, p. 303-352 (texte intégral).